# 北海道札幌月寒高等学校
北海道札幌月寒高等学校（ほっかいどう さっぽろつきさむこうとうがっこう、Hokkaido Sapporo Tsukisamu High School）は、北海道札幌市豊平区にある公立（道立）の高等学校。略称は月高（つきこう）。

## 沿革
- 1949年 6月1日 - 札幌市立商工高等学校豊平分校として創立される。
- 1950年 4月1日 - 豊平町立月寒高等学校として独立が認可され、北海道野幌高等学校の千歳分校を本校の分校とする。また、石山分校と定山渓分校の設置が認可される。
- 1950年 5月2日 - 千歳分校が北海道千歳高等学校として独立する。
- 1950年 7月24日 - 校名を北海道月寒高等学校と改称する。
- 1951年 3月31日 - 家庭科を廃止、普通科に学科転換する。
- 1953年 3月31日 - 道立に移管される。
- 1953年 4月1日 - 石山分校が北海道石山高等学校として独立する。また、定山渓分校を廃止する。
- 1953年10月1日 - 校歌・校旗・校章を制定する。
- 1959年 9月24日 - 創立10周年記念式典を挙行する。
- 1961年 5月1日 - 校名を北海道札幌月寒高等学校と改称する。
- 1969年 9月28日 - 創立20周年記念式典を挙行する。
- 1980年10月31日 - 創立30周年並びに校舎改築落成記念式典を挙行する。
- 1989年 7月20日 - 創立40周年記念式典を挙行する。
- 1998年10月3日 - 創立50周年記念式典を挙行する。
- 2009年 9月26日 - 創立60周年記念式典を挙行する。
- 2019年10月5日 - 創立70周年記念式典を挙行する。

## 著名な出身者

### 政治・財界
- 高木宏壽 - 元衆議院議員・復興副大臣
- 津川祥吾 - 元衆議院議員
- 小西政秀 - 北武グループ代表、北武記念絵画館オーナー
- 中本伸一 - サイレントシステムエグゼクティブエンジニア

### 文化・芸能
- 朝松健 - 怪奇小説家
- 佐々木譲 - 小説家
- 林譲治 - SF小説家
- 水上洋子 - 作家
- はた万次郎 - 漫画家
- すずき一平 - シンガーソングライター、ラジオパーソナリティー
- 山木康世 - フォークシンガー、元ふきのとうメンバー
- m.c.A・T - ミュージシャン、音楽プロデューサー
- 宍戸亮太 - 株式会社RED代表取締役　SEKAI NO OWARIの発掘者、元マネージャー
- アップダウン - お笑いコンビ
- 杉山里穂 - 声優
- 工藤重典 - フルート奏者
- 倉本龍彦 - 建築家
- 鈴木もえみ - フリーアナウンサー
- 五十嵐いおり - フリーアナウンサー、元HTBアナウンサー
- 矢萩尚太郎 - 元HBCアナウンサー
- 横田久 - 元HBCアナウンサー（故人）
- 西島まどか - 元フリーアナウンサー・タレント
- 小野寺紀帆 - 青森テレビアナウンサー
- 原口一也 - フリーライター・編集者
- 小俣彩織 - ファッションモデル、キャスター、ローカルタレント

### 学問
- 植松靖夫 -　英文学者・翻訳家・辞書編纂者、東北学院大学教授
- 八尾師誠 -　歴史学者、東京外国語大学教授